# Коренєв В'ячеслав Федорович
В’ячеслав Федорович Коренєв-Новоросійський (09(21).09.1868, м. Новоросійськ (нині Краснодарський край, Росія) — 05.12.1928, м. Шумен, Болгарія) — український художник-живописець, один із засновників Вінницького краєзнавчого музею.

## Біографічні відомості
Постать В. Ф. Коренєва тісно пов'язана з створенням Вінницького краєзнавчого музею, де він, власне, був директором у 1919 році. Загалом фактів про життя Коренєва надзвичайно мало: вважається одеситом, син підполковника, був талановитим художником-мариністом, викладав у Вінницькому реальному училищі з 1896 року аж до самої Лютневої революції 1917 року. У 1907 році В. Ф. Коренєв відкрив за словами Г. Г. Брилінга, сина В. Г. Брилінга, «первоклассный кабинет рисования», вірніше, студію. Про викладацький талант Коренєва-«Пинзеля» (учні так прозвали свого вчителя) свідчить те, що за період викладання реальне училище змогло добитись значних успіхів у області малювання та перевершувало у цій науці навіть столичні навчальні заклади.
Навесні 1910 року у Вінниці виник учнівський яхт-клуб «Спорт». Ініціатором його створення був викладач малювання реального училища В. Ф. Коренєв. Більшість коштів на заснування клубу дали місцеві меценати граф З.Грохольський і поміщик І.Щеньковський, а також батьки учнів. Розташовувався клуб на острові на Кумбарах. Там збудували купальну пристань для човнів, буфетну палатку, майданчик для крокету, гімнастичне містечко. Учнівська молодь здійснювала човнові переходи по Бугу в бік Сабарова, до маєтку Грохольських у Стрижавці і далі до Михайлівки та Петрівки. Щороку восени влаштовувалися змагання приблизно на дистанцію 100 метрів. Саме в греблі відзначався Коренєв.
Діяльність «Спорту» постійно висвітлювалася у пресі: «Винницкий голос», позитивну оцінку давав «Юго-Западный край». За створення яхт-клубу Вінницьке реальне училище отримало Велику золоту медаль на Київській Всеросійській виставці 1913 року.
Почалася війна 1914-1918 років. Коренєв зник з Вінниці у 1916 році, попередньо ставши «земгусаром». Був на фронті, отримав поранення.
Жив Коренєв на Пушкінській, 19 у Вінниці, куди повернувся з фронту. Після утвердження більшовицької влади став співзасновником, а потім і першим директором Вінницького краєзнавчого музею.